# 다수항
다수항은 전라남도 신안군 장산면 다수리에 있는 어항이다. 1993년 12월 19일 지방어항으로 지정하여 관리하고 있다. 시설관리자는 신안군수이다.

## 어항 연혁
- 장산면의 서측에 위치한 다수리에 위치하여 다수항이라 칭하였으며, 풍부한 어족자원과 김 등을 생산하여 유통하는데 크나큰 역할을 하고 있는 항이다.
- 노거수림 이 숲의 조선 유래는 첫째, 사창마을 양곡보관창고를 은폐하기 위해 위장숲으로 조성하였다는 설과, 둘째는 도창마을의 겨울바람을 막기 위해 방림풍으로 셋째는 풍수지리설로 마을의 번창을 위해 조성하였다고 한다.

## 어항 구역
- 수역: 기축조된 선착장에서 북서쪽으로 220M 지점에서 정남쪽으로 420M 정동쪽으로 385M 다시 정북쪽으로 295M을 연결한 수역면적 117,000m3의 선내수역

## 어항 시설
- 물양장 63m

## 주요 어종
- 숭어, 농어, 서대